# Campyloneurum phyllitidis
Campyloneurum phyllitidis là một loài thực vật có mạch trong họ Polypodiaceae. Loài này được (L.) C. Presl miêu tả khoa học đầu tiên năm 1836.

## Hình ảnh

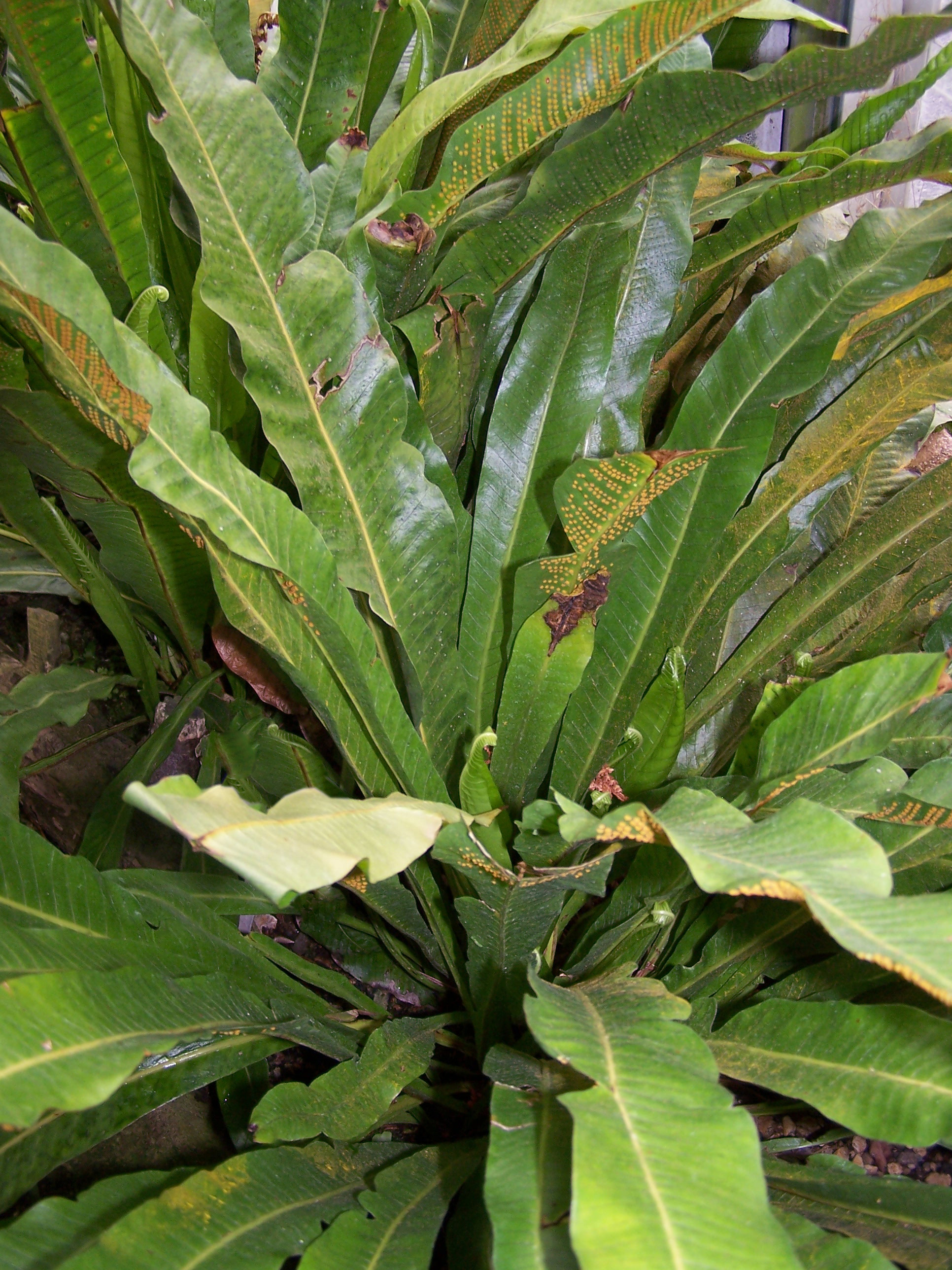
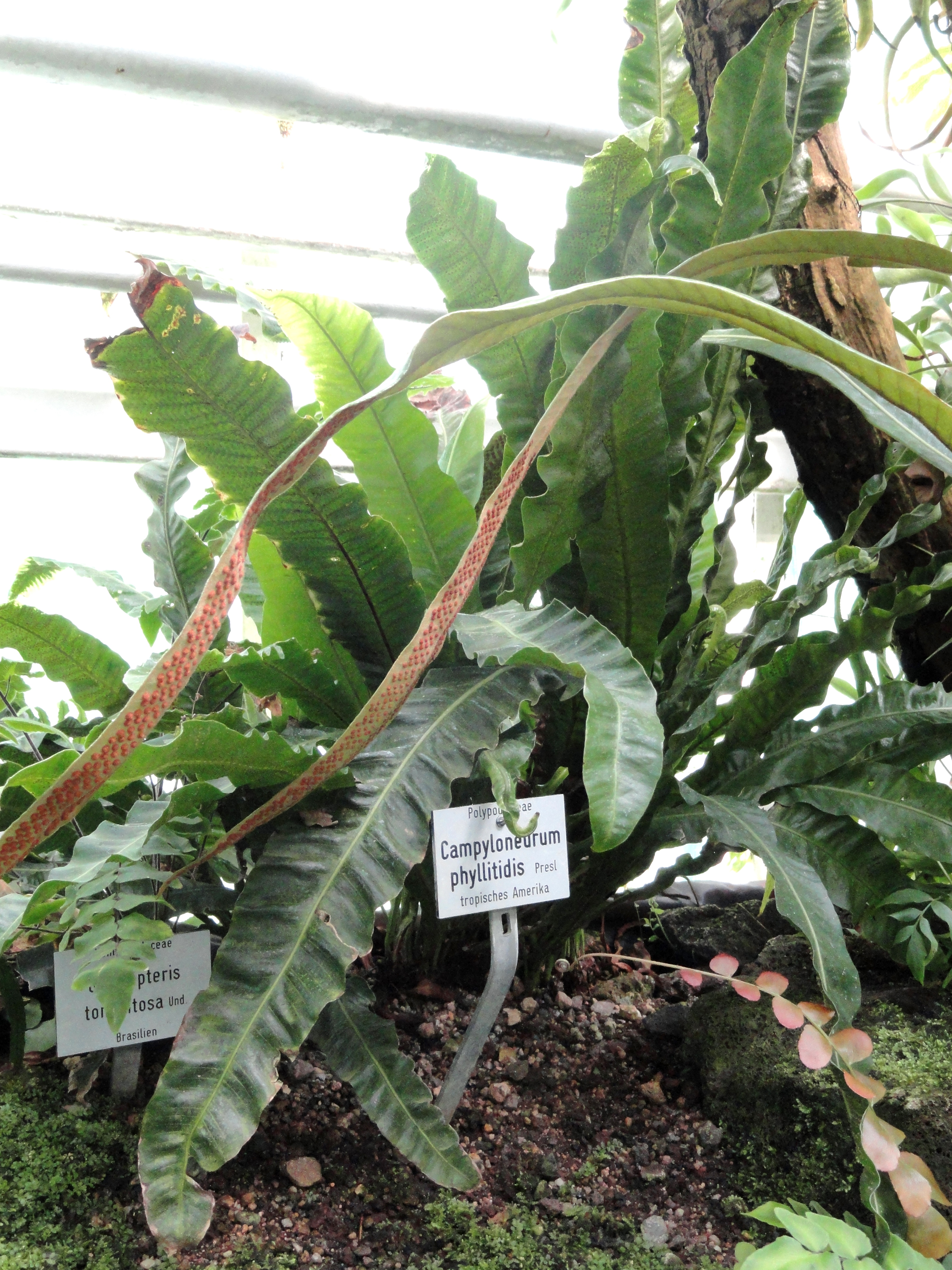
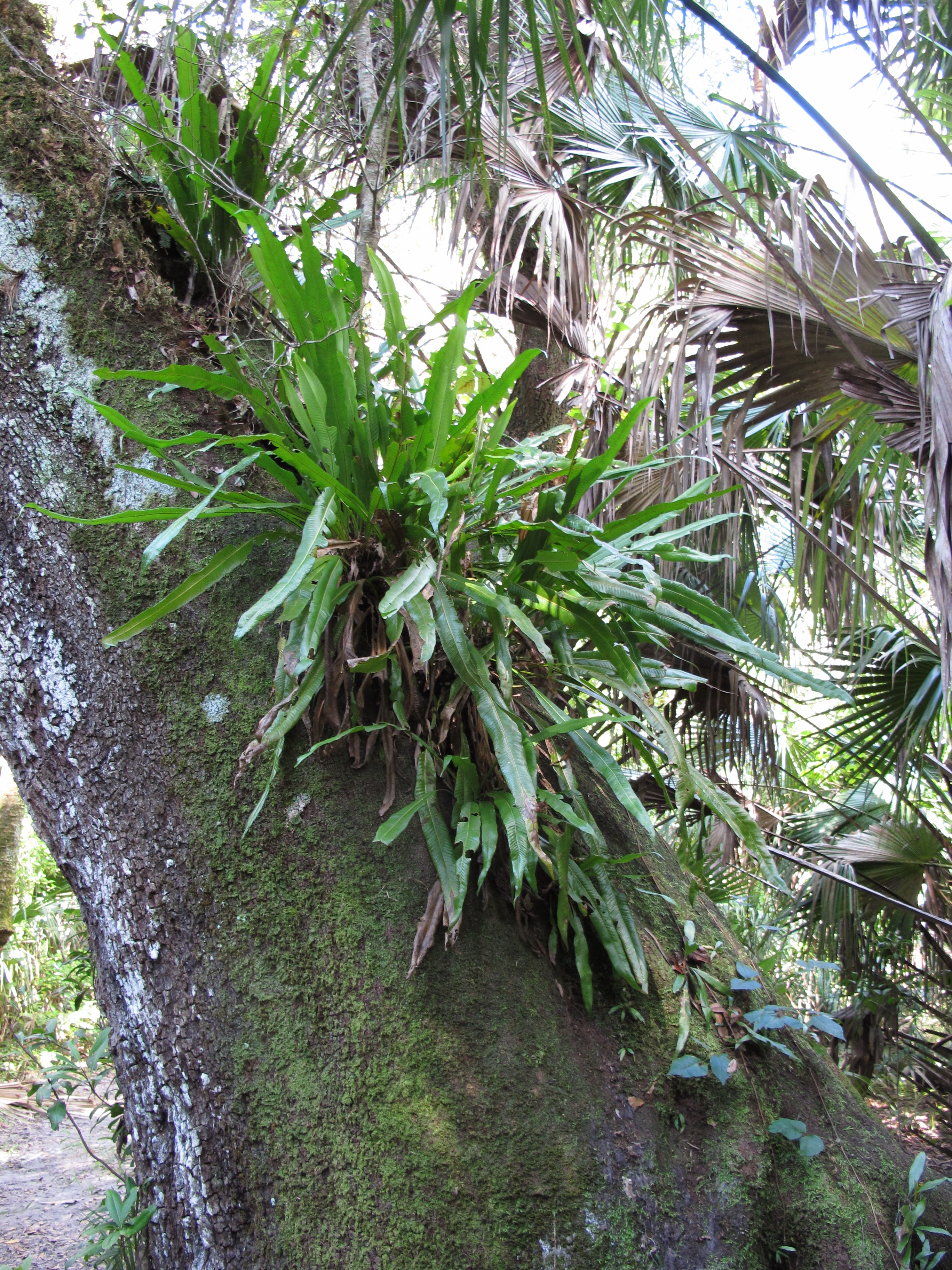
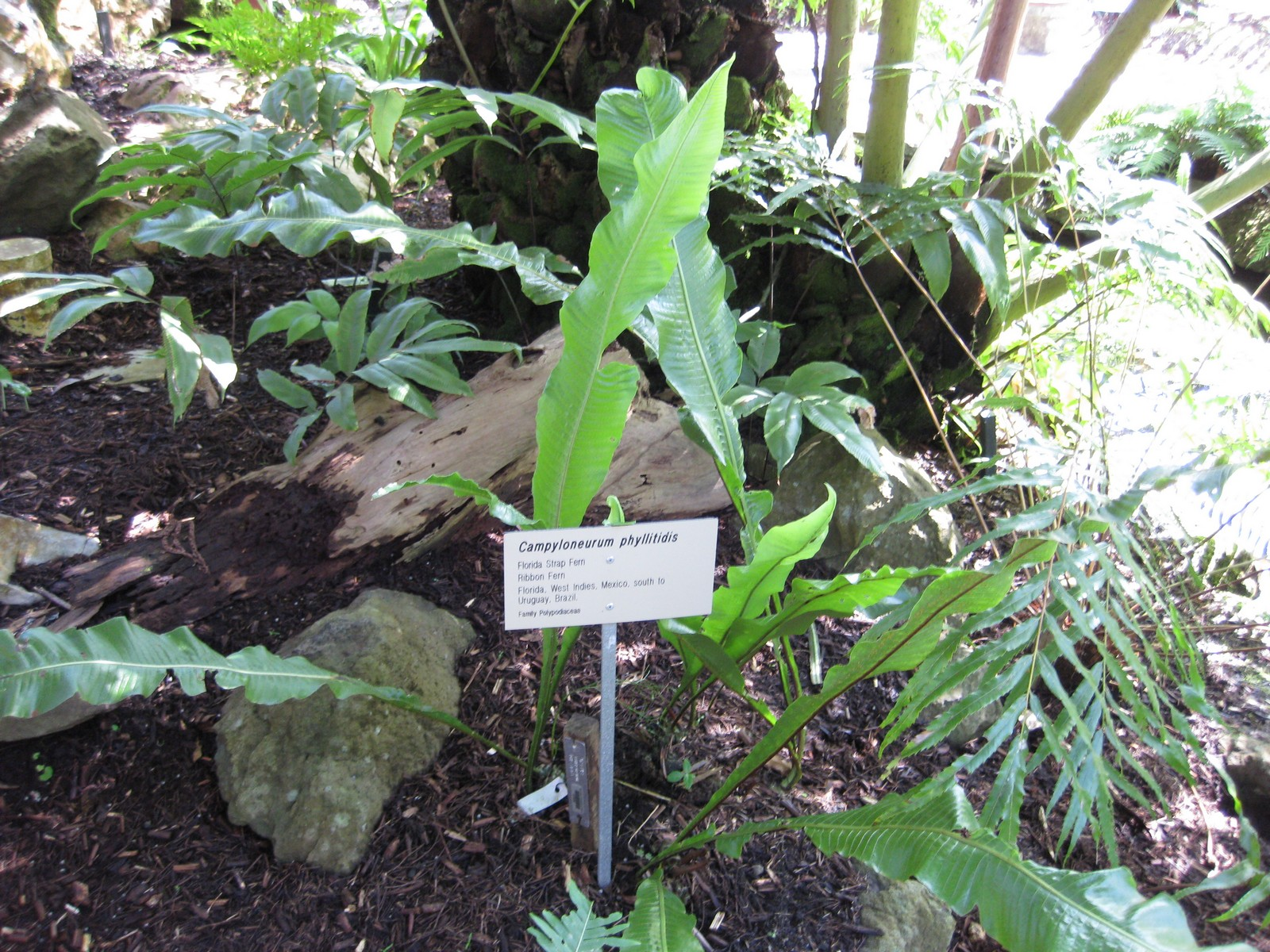